# Simut
Simut, auch Samut (Sohn der Mut), war ein altägyptischer Priester, der unter König (Pharao) Amenophis III. (regierte etwa 1388 bis um 1351 v. Chr.) in der 18. Dynastie lebte und amtierte. Am Ende seiner Karriere war er zweiter Priester des Amun und war wahrscheinlich in diesem Amt Nachfolger von Aanen. Auf einer Statue, die sich heute im Ägyptischen Museum in Kairo befindet, ist er Wab-Priester und Träger vor Amun. Dies ist der dokumentierte Beginn seiner Karriere. Auf einer Statue, die sich heute in Brüssel befindet und auf einem Block aus Malqata ist er als vierter Priester des Amun bezeugt, ein Amt, das er vor seiner Beförderung zum zweiten Priester des Amun innehatte. Weitere wichtige Titel des Simut waren erster Königssohn des Amun, königlicher Siegler, Vorsteher des Goldhauses und Vorsteher des Schatzhauses. Seine Gemahlin hieß Baky. Simut ist vor allem von seinem thebanischen Grab (A24) bekannt, das am Beginn des 19. Jahrhunderts von John Gardner Wilkinson und Jean-François Champollion besucht wurde, die Teile der Dekoration kopierten. Heute ist der Standort des Grabes unbekannt.